# Leskovo
Leskovo (izvirno srbsko Лесково) je naselje v Srbiji, ki upravno spada pod Občino Majdanpek; slednja pa je del Borskega upravnega okraja.

## Demografija
V naselju živi 357 polnoletnih prebivalcev, pri čemer je njihova povprečna starost 45,2 let (42,7 pri moških in 47,6 pri ženskah). Naselje ima 148 gospodinjstev, pri čemer je povprečno število članov na gospodinjstvo 2,91.
Prebivalstvo je večinoma nehomogeno, a v času zadnjih treh popisov je opazno zmanjšanje števila prebivalcev.
|  |

| Demografija | Demografija     | Demografija     |
| Leto        | Št. prebivalcev | Št. prebivalcev |
| ----------- | --------------- | --------------- |
|             |                 |                 |
|             |                 |                 |
|             |                 |                 |
|             |                 |                 |
| 1948        | 787             |                 |
| 1953        | 788             |                 |
| 1961        | 790             |                 |
| 1971        | 698             |                 |
| 1981        | 641             |                 |
| 1991        | 516             | 516             |
| 2002        | 431             | 431             |
|             |                 |                 |

| Etnična sestava po popisu iz leta 2002 | Etnična sestava po popisu iz leta 2002 | Etnična sestava po popisu iz leta 2002 | Etnična sestava po popisu iz leta 2002 | Etnična sestava po popisu iz leta 2002 |
| -------------------------------------- | -------------------------------------- | -------------------------------------- | -------------------------------------- | -------------------------------------- |
| Srbi                                   | Srbi                                   |                                        | 248                                    | 57,54%                                 |
| Vlahi                                  | Vlahi                                  |                                        | 178                                    | 41,29%                                 |
| Hrvati                                 | Hrvati                                 |                                        | 1                                      | 0,23%                                  |
| Neznano                                | Neznano                                |                                        | 4                                      | 0,92%                                  |